# Бонапарт 3
Бонапарт 3 (англ. Bonaparte 3) — індіанська резервація в Канаді, у провінції Британська Колумбія, у межах регіонального округу Томпсон-Нікола.

## Населення
За даними перепису 2016 року, індіанська резервація нараховувала 121 особу, показавши скорочення на 12,3%, порівняно з 2011-м роком. Середня густина населення становила 17,1 осіб/км².
З офіційних мов обидвома одночасно не володів жоден з жителів, тільки англійською — 120. Усього 20 осіб вважали рідною мовою не одну з офіційних, з них усі — одну з корінних мов.
Працездатне населення становило 60% усього населення, усі були зайняті.

## Клімат
Середня річна температура становить 5,9°C, середня максимальна – 20,6°C, а середня мінімальна – -12,9°C. Середня річна кількість опадів – 341 мм.
| Клімат поселення                              | Клімат поселення | Клімат поселення | Клімат поселення | Клімат поселення | Клімат поселення | Клімат поселення | Клімат поселення | Клімат поселення | Клімат поселення | Клімат поселення | Клімат поселення | Клімат поселення | Клімат поселення |
| Показник                                      | Січ.             | Лют.             | Бер.             | Квіт.            | Трав.            | Черв.            | Лип.             | Серп.            | Вер.             | Жовт.            | Лист.            | Груд.            |                  |
| Середній максимум, °C                         | 0,24             | 3,61             | 8,55             | 12,50            | 17,14            | 20,63            | 20,62            | 20,52            | 15,79            | 9,93             | 2,96             | −1,82            |                  |
| Середня температура, °C                       | −6,3             | −2,93            | 2,00             | 5,97             | 10,58            | 14,08            | 17,10            | 16,97            | 12,26            | 6,40             | −0,57            | −5,34            |                  |
| Середній мінімум, °C                          | −12,85           | −9,48            | −4,55            | −0,58            | 4,05             | 7,53             | 13,57            | 13,45            | 8,73             | 2,87             | −4,09            | −8,87            |                  |
| Норма опадів, мм                              | 22               | 15               | 13               | 20               | 35               | 47               | 43               | 34               | 28               | 24               | 30               | 30               |                  |
| Середньомісячна швидкість вітру, м/с          | 2.22             | 2.31             | 2.60             | 2.86             | 2.62             | 2.45             | 2.27             | 2.10             | 2.02             | 2.29             | 2.36             | 2.30             |                  |
| Середньомісячна сонячна радіація, кДж/м²·день | 3175             | 6131             | 10961            | 15927            | 19445            | 20875            | 21854            | 18618            | 13061            | 7357             | 3533             | 2396             |                  |
| --------------------------------------------- | ---------------- | ---------------- | ---------------- | ---------------- | ---------------- | ---------------- | ---------------- | ---------------- | ---------------- | ---------------- | ---------------- | ---------------- | ---------------- |
| Джерело:                                      |                  |                  |                  |                  |                  |                  |                  |                  |                  |                  |                  |                  |                  |